# A végső akarat
A végső akarat, egy 2007 és 2008 között vetített török televíziós sorozat, amely először 2007. március 21. és 2008. június 17. között került adásba a Kanal D csatornán. Magyarországon először az RTL II mutatta be 2012. október 1. és 2013. február 19. között. A RTL Klub 2013. június 12. és 2013. november 6. között ismételte. 

## Történet
|  | Alább a cselekmény részletei következnek! |

Lale elhagyja férjét és két gyermekét, miután megtudja, hogy agydaganata van. Ám nem szeretné, hogy gyermekei anya nélkül nőjenek fel, ezért úgy dönt, hogy ő fogja kiválasztani az utódját. 
|  | Itt a vége a cselekmény részletezésének! |

## Szereplők

### Főszereplők
| Színész(nő)    | Szerepnév         | Megjegyzés                                              | Magyar hang        |
| -------------- | ----------------- | ------------------------------------------------------- | ------------------ |
| Ece Uslu       | Lale Bağcan Aydın | Orvos, Ege felesége, Ece és Naz édesanyja, Eda testvére | Bertalan Ágnes     |
| Burcu Kara     | Zeynep            | Tanítónő, Ulviye és Selçuk lánya                        | Hámori Eszter      |
| Gökhan Tepe    | Ateş Ünal         | Orvos                                                   | Széles Tamás       |
| Sinan Sümer    | Ege Aydın         | Író, Lale férje, Ece és Naz édesapja                    | Varga Gábor        |
| Tansel Öngel   | Kerim             | Tanár, Şeyda férje, Zeynep Asu édesapja                 | Rajkai Zoltán      |
| Aydan Kaya     | Şeyda             | Kerim felesége, Zeynep Asu édesanyja                    | Törtei Tünde       |
| Fatma Karanfil | Ulviye            | Zeynep édesanyja                                        | Menszátor Magdolna |
| Sait Genay     | Selçuk            | Zeynep édesapja                                         | Barbinek Péter     |
| Seda Güven     | Eda Bağcan        | Lale testvére                                           | Szabó Zselyke      |
| Gökhan Aydınlı | Berk              | Eda barátja                                             | Czető Roland       |
| Işık Aras      | Adile             | Házvezetőnő Lale házában                                | Málnai Zsuzsa      |
| Beliz İnal     | Ayşe              | Nővér a kórházban                                       | Böhm Anita         |
| Ebru Bilingen  | Ebru              | Lale barátnője                                          | Kokas Piroska      |
| Müge Arda      | Pınar             | Ege kollégája                                           | Mics Ildikó        |
| Ece Bostancı   | Zeynep Asu        | Kerim és Şeyda lánya                                    | Hermann Lilla      |
| Ayça Turan     | Ece Aydın         | Lale és Ege lánya                                       | Károlyi Lili       |
| Çağla Şimşek   | Naz Aydın         | Lale és Ege lánya                                       | Koller Virág       |
| İncilay Şahin  | Şahika            | Şeyda édesanyja                                         | Zsolnai Júlia      |
| Derya Dönmez   | Esin Irmak        | Újságíró                                                | Nemes Takách Kata  |
| Coşkun Özmeriç | Hikmet            | Főszerkesztő                                            | Galbenisz Tomasz   |
| Emre Aksoy     | Barış             | Újságíró                                                | Pálmai Szabolcs    |
| Ayben Uz       | Süreyya           | Ege édesanyja                                           | Szabó Éva          |
| Mustafa Şimşek | Murat             | Acu vér szerinti édesapja                               | Megyeri János      |
| Simge Selçuk   | Tuna Çetinkaya    | Lale ügyvédje                                           | Solecki Janka      |

### Vendég- és mellékszereplők
| Színész(nő)        | Szerepnév | Megjegyzés     |
| ------------------ | --------- | -------------- |
| Emre Armağan Özcan | Sami      | Kerim barátja  |
| Erdoğan Tutkun     |           |                |
| Seyfettin Karadayı | Kasım     | Selçuk barátja |

## Évadok
| Évadok száma | Bemutató                               | Epizódok |
| ------------ | -------------------------------------- | -------- |
| 1.           | 2007. március 21. – 2007. június 20.   | 1–13     |
| 2.           | 2007. szeptember 5. – 2008. június 17. | 14–51    |

## Fordítás
- Ez a szócikk részben vagy egészben  az   Elveda Derken (dizi) című török Wikipédia-szócikk fordításán alapul.  Az eredeti cikk szerkesztőit annak laptörténete sorolja fel. Ez a jelzés csupán a megfogalmazás eredetét és a szerzői jogokat jelzi, nem szolgál a cikkben szereplő információk forrásmegjelöléseként.